# Archidendron ramiflorum
Archidendron ramiflorum är en ärtväxtart som först beskrevs av Ferdinand von Mueller, och fick sitt nu gällande namn av André Joseph Guillaume Henri Kostermans. Archidendron ramiflorum ingår i släktet Archidendron och familjen ärtväxter. Inga underarter finns listade i Catalogue of Life.